# Андрю Стантън
Андрю Стантън (на английски: Andrew Stanton) е американски аниматор, сценарист и филмов продуцент.

## Биография
Той е роден на 3 декември 1965 година в Рокпорт, Масачузетс. Учи анимация и започва кариерата си в края на 80-те години, а от 1990 година работи в Пиксар. Най-голям успех постига с филмите „Търсенето на Немо“ („Finding Nemo“, 2003) и „УОЛ-И“ („WALL-E“, 2008), които получават Оскар за най-добър анимационен филм. Той е и съавтор на сценариите на филмите от популярните поредици „Играта на играчките“ и „Таласъми ООД“.